# Pareutropius
Pareutropius is een geslacht van straalvinnige vissen uit de familie van de glasmeervallen (Schilbeidae).

## Soorten
- Pareutropius buffei (Gras, 1961)
- Pareutropius debauwi (Boulenger, 1900)
- Pareutropius longifilis (Steindachner, 1914)
- Pareutropius mandevillei Poll, 1959